# 20人の吹奏楽
20人の吹奏楽（にじゅうにんのすいそうがく）はウィンズスコアから出版されている楽譜を20人で収録したCDである。2008年5月21日発売。演奏は大阪桐蔭高等学校吹奏楽部。指揮は郷間幹男。CD・楽譜ともにウィンズスコアから出版されている。収録の際に使用した楽譜は少人数編成の楽譜も使用されているが通常編成の楽譜も使用されている。

## 収録曲一覧
1. 〔少人数編成〕篤姫メインテーマ／高木登古・編
2. 〔少人数編成〕となりのトトロ・ストーリーズ／井澗昌樹・編
3. 〔少人数編成〕蕾（コブクロ）／原田大雪&郷間幹男・編
4. 〔ウィンスコmini〕涙そうそう／Winds Score・編
5. 〔少人数編成〕Make Her Mine -Brass Rock-／郷間幹男・編
6. FLY ME TO THE MOON／櫛田胅之扶・編
7. 故郷の空 in Swing／福田洋介・編
8. You Raise Me Up／高橋宏樹・編
9. ヤッターマン Brass Rock／郷間幹男・編